# Carbon Leaf
Carbon Leaf est un groupe de rock indépendant américain, originaire de Richmond, dans l'État de Virginie.

## Biographie

### Période Constant Ivy Music (1992–2004)

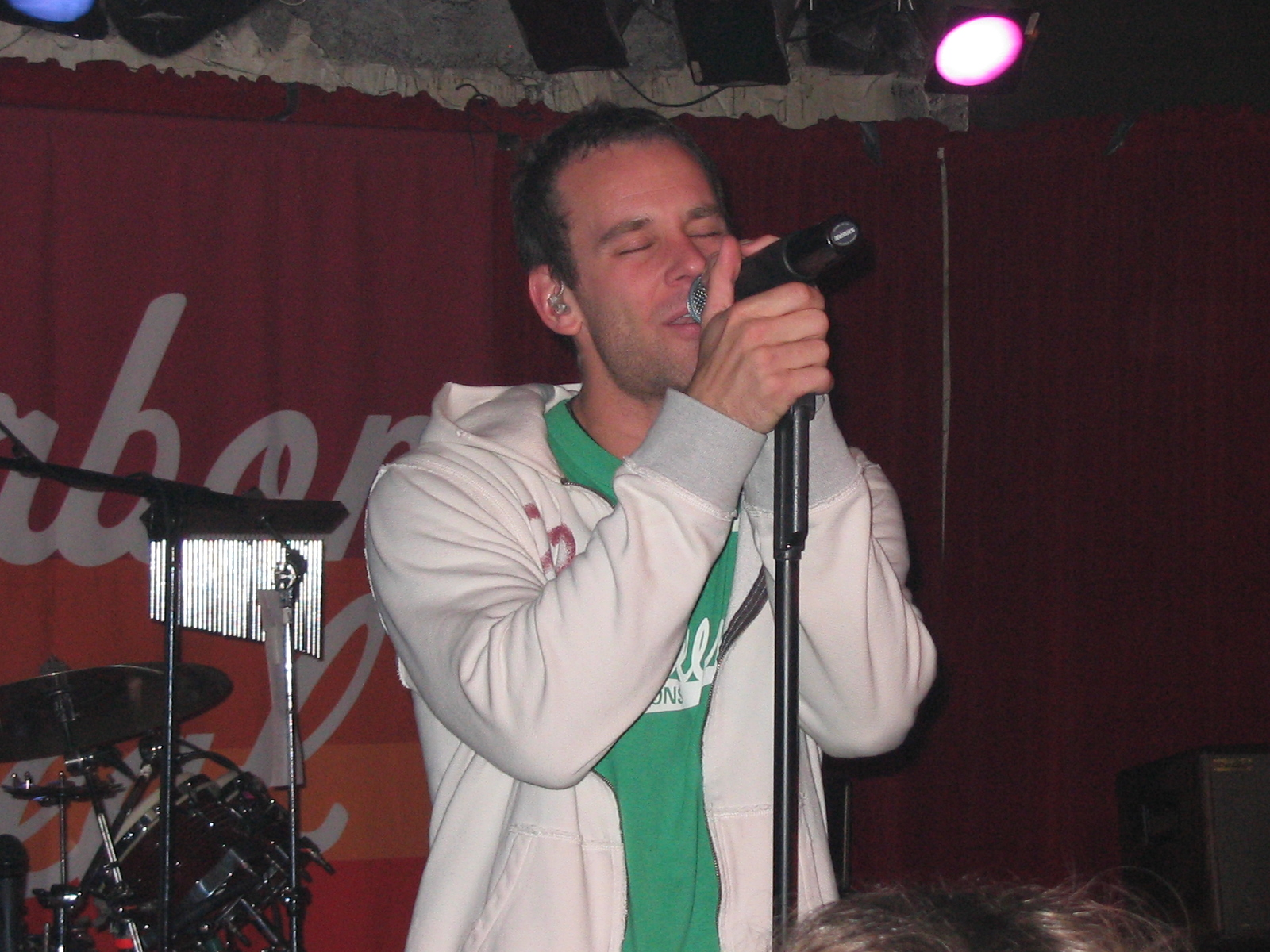
Barry Privett.

Carbon Leaf est formé au Randolph-Macon College dans l'État de Virginie, en 1992, à l'auditorium du campus. Peu après leurs études, ils emménagent à Richmond. De Richmond, tils jouent dans le circuit lycéen de Virginie et dans des clubs de la côte Est. Leur style n'est pas du « brazilian polka metal », comme le clamait le guitariste Carter Gravatt (B., David. 2002) pour rigoler.
Meander, leur premier album, est publié en 1995. Leurs premières chansons incluent One Day et Country Monkee. Shadows in the Banquet Hall, publié en 1997, incluent Flood, Wolftrap and Fireflies, et Attica's Flower Box Window. Ether~Electrified Porch Music (1999) est leur premier album avec le bassiste Jordan Medas et comprend Home et American Tale. Le groupe compte 10 000 exemplaires vendus à la fin 1999, publiés à leur propre label, Constant Ivy Music.
Echo Echo est publié en 2001 avec The Boxer comme premier morceau. En janvier 2002, Carbon Leaf remporte le tout premier Music Award aux American Music Awards Presents the Coca-Cola New pour The Boxer. Ils jouent The Boxer aux AMAs, devenant ainsi le premier groupe indépendant à jouer pendant la cérémonie. Après cette apparition, The Boxer est régulièrement diffusé à la radio comme sur DC101 (WWDC 101.1 FM). En mai 2002, les membres abandonnent leur job pour se consacrer pleinement aux tournées. La chanson bonus Dear issue du CD Echo Echo est utilisée pour la bande-son du film Wicked Spring,. Barry Privett a aussi joué dans le film,. En septembre 2002, Carbon Leaf remporte le Pontiac Vibe Summer Sound Off.

### Période Vanguard Records (2004–2010)
Au printemps 2004, Carbon Leaf signe avec le label Vanguard Records, et y publient l'album Indian Summer. Life Less Ordinary atteint la 5e place du classement Adult Album Alternative, et la 29e des Hot AC Charts. Carbon Leaf joue Life Less Ordinary le 30 novembre 2004 dans un épisode du Dr. Phil Show.
En juin 2006, le guitariste Terry Clark est annoncé sur la couverture du magazine The Green Room. Le 12 septembre 2006, le groupe publie Love, Loss, Hope, Repeat. Selon leur blog, il est enregistré à Nashville, dans le Tennessee, et mixé en collaboration avec le producteur Peter Collins et Trina Shoemaker. Carbon Leaf joue au Sudflood 2007, et dédie sa performance aux victimes de la fusillade de l'université Virginia Tech. En août 2007, Scott Milstead est remplacé par Jason Neal à la batterie. En août 2008, Jordan Medas quitte le groupe pour une carrière d'enseignant.
Le groupe publie son septième album, Nothing Rhymes with Woman, le 19 mai 2009. Le 30 juin 2009, Carbon Leaf w participe au Red Rocks Film on the Rocks.

### Retour à l'indépendance (depuis 2010)
Le 20 mars 2010, ils annoncent avoir quitté leur label, Vanguard Records. Leur neuvième album et troisième publié en 2010, une collection de chansons spéciale Noël et hiver, intitulée Christmas Child, est publiée le 16 novembre. Un second album live et DVD est enregistré en janvier 2010. En juillet 2010, le groupe s'occupe du mixage audio. Live, Acoustic...And In Cinemascope! est publié le 3 mai 2011.
Le 9 août 2014, Carbon Leaf sort Indian Summer Revisited, une réédition spéciale 10e anniversaire de leur album sorti en 2004,.

## Discographie
- 1995 : Meander
- 1997 : Shadows in the Banquet Hall
- 1999 : Ether~Electrified Porch Music
- 2001 : Echo Echo
- 2004 : Indian Summer
- 2006 : Love, Loss, Hope, Repeat
- 2009 : Nothing Rhymes with Woman
- 2010 : How the West was One
- 2010 : Christmas Child
- 2013 : Ghost Dragon Attacks Castle
- 2013 : Constellation Prize
- 2014 : Indian Summer Revisited
- 2015 : Love Loss Hope Repeat Reneaux